# Women of Zimbabwe Arise

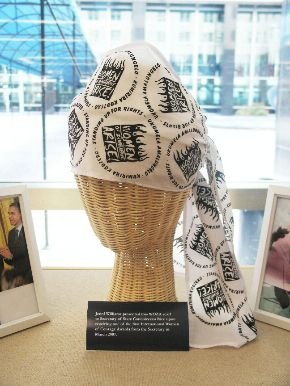
Sjaal met WOZA embleem, een cadeau aan Secretary Rice van Jenni Williams.

Women of Zimbabwe Arise of WOZA is een maatschappelijke beweging in Zimbabwe, die werd opgericht in 2003 om:
- Vrouwen, uit alle lagen van de samenleving, te voorzien van een verenigde stem om zich uit te spreken over kwesties die van invloed zijn op hun dagelijks leven.
- Vrouwelijk leiderschap te versterken, wat zal leiden tot betrokkenheid van de gemeenschap in het zorgen voor oplossingen voor de huidige crisis.
- Vrouwen te stimuleren om op te komen voor hun rechten en vrijheden.
- Te lobbyen en op te komen voor kwesties aangaande vrouwen en hun gezinnen.

WOZA wordt ondersteund door Amnesty International.

## Etymologie
WOZA, het acroniem van Women of Zimbabwe Arise, is een Ndebele woord dat 'Kom naar voren' betekent.

## Prijzen
In 2008, werd WOZA de 'Amnesty International Menschenrechtspreis' (mensenrechtenprijs) van 2008 toegekend door de Duitse afdeling van Amnesty International. De organisatie werd opgericht door Sheila Dube, Magodonga Mahlangu, en Jenni Williams.
Op 23 november 2009, kregen Magodonga Mahlangu en Jenni Williams de Robert F. Kennedy Human Rights Award. De prijs werd uitgereikt door de Amerikaanse president Barack Obama, begeleid met de woorden: "Met haar voorbeeld, heeft Magodonga aangetoond aan de vrouwen van WOZA en het volk van Zimbabwe dat zij de invloed van hun onderdrukkers kunnen ondermijnen met hun eigen invloed – dat ze de macht van een dictator kunnen tegengaan met hun eigen macht. Haar moed inspireert anderen om ook moedig te zijn." Bij het accepteren van de prijs, citeerde Magodonga Mahlangu Robert F. Kennedy, die zei: "De toekomst is niet een cadeau: het is een prestatie. Elke generatie helpt zijn eigen toekomst te maken." In 2012, ontving WOZA's Jenni Williams als een van de oprichters van de organisatie de Ginetta Sagan Award van Amnesty International USA.

## Voortdurend politieoptreden
Jenni Williams, Magodonga Mahlangu en andere leden van WOZA werden tussen 2008 en 2011 meerdere keren gearresteerd. Op 12 februari 2011, deden meer dan duizend mannen en vrouwen mee aan een WOZA Valentijnsdag protest. In de weken die daarop volgden, werden verschillende WOZA-leden gearresteerd en naar verluidt gemarteld in Bulawayo. WOZA zegt dat politieagenten contact hebben opgenomen met WOZA's advocaat om te eisen dat Williams en Mahlangu verslag uitbrengen bij het politiebureau, de reden hiervoor was onbekend. De twee vrouwen werden opgesloten en op borgtocht vrijgelaten nadat anderen die gevangenen waren genomen bij hetzelfde protest al eerder waren vrijgekomen. Amnesty International heeft bezorgdheid geuit voor de veiligheid van de leden van de groep en noemde WOZA in 2011 een "prioriteit geval."

## MOZA
In augustus 2006, is tijdens de landelijke bijeenkomst van WOZA, besloten Mannen van Zimbabwe Arise (MOZA) te vormen. Sindsdien zijn mannen, vooral jongeren, 'naar voren gekomen' om zich in te zetten voor de niet-gewelddadige strijd voor een beter Zimbabwe.